# Diecezja Montenegro
Diecezja Montenegro (łac. Dioecesis Nigromontana) – diecezja Kościoła rzymskokatolickiego w Brazylii. Należy do metropolii Porto Alegre wchodzi w skład regionu kościelnego Sul 3. Została erygowana przez papieża Benedykta XVI bullą Pastorali Nostra w dniu 2 lipca 2008.